# Pfarrkirche Angath

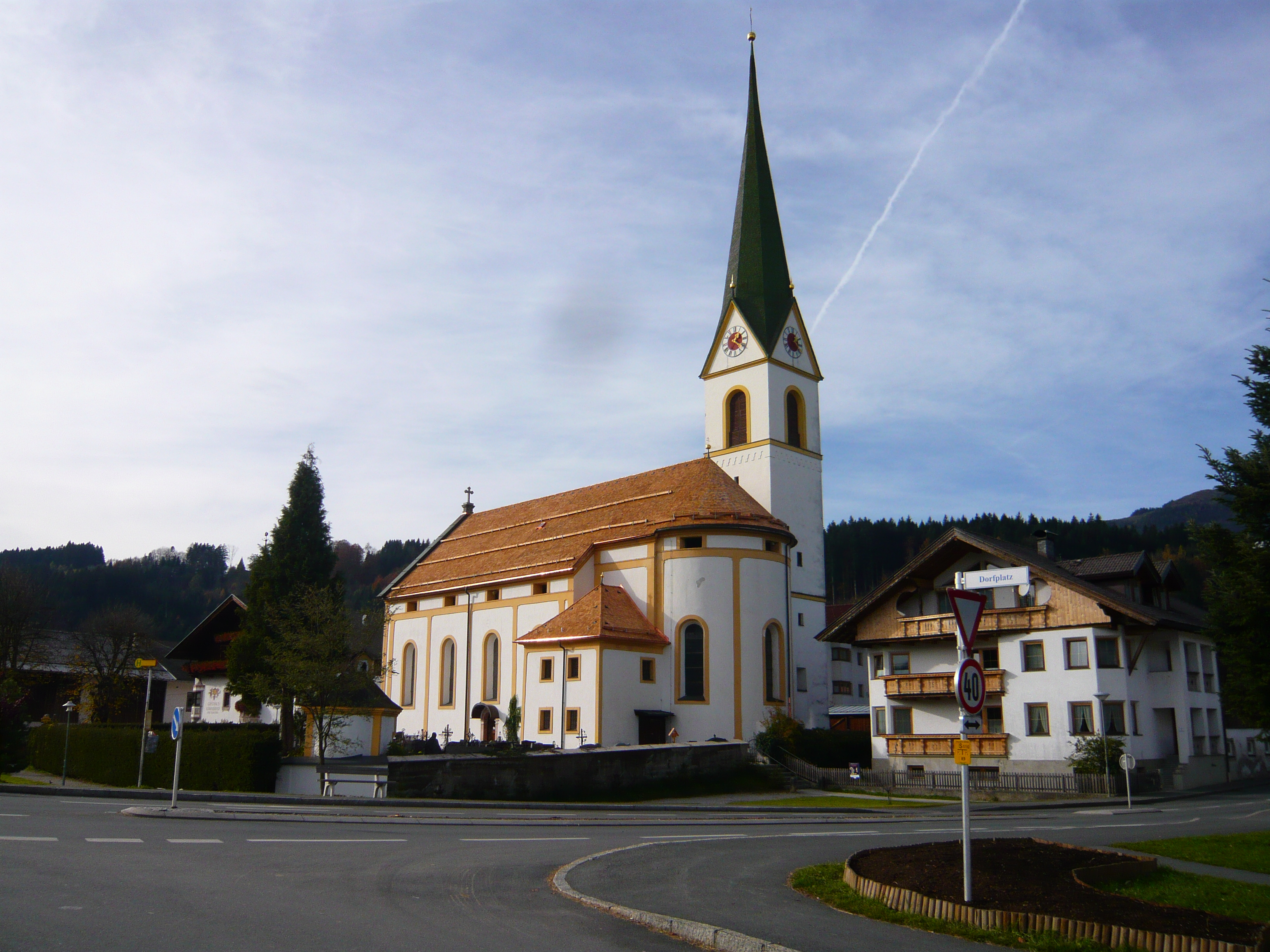
Kath. Pfarrkirche Hl. Geist in Angath

Die römisch-katholische Pfarrkirche Angath steht in der Gemeinde Angath im Bezirk Kufstein in Tirol. Sie ist dem Heiligen Geist geweiht und gehört zum Dekanat Kufstein in der Erzdiözese Salzburg. Das Bauwerk steht unter Denkmalschutz (Listeneintrag).

## Lagebeschreibung
Die Pfarrkirche steht am Südrand des Dorfes, nahe dem Innufer. Sie ist von einem Friedhof umgeben.

## Geschichte
Die Kirche wird 1220 erstmals urkundlich erwähnt. Wahrscheinlich existiert die Pfarre bereits seit dem 8. oder 9. Jahrhundert. Seit 1315 ist die Kirche dem Kloster Frauenchiemsee inkorporiert. Der heutige Bau wurde in den Jahren 1746 und 1747 erbaut – er wird dem Baumeister Jakob Singer zugeschrieben. Nach einem Brand wurde die Kirche 1876 erneuert. Eine Renovierung erfolgte in den Jahren 1964 bis 1966.

## Kirchenbau
Kirchenäußeres

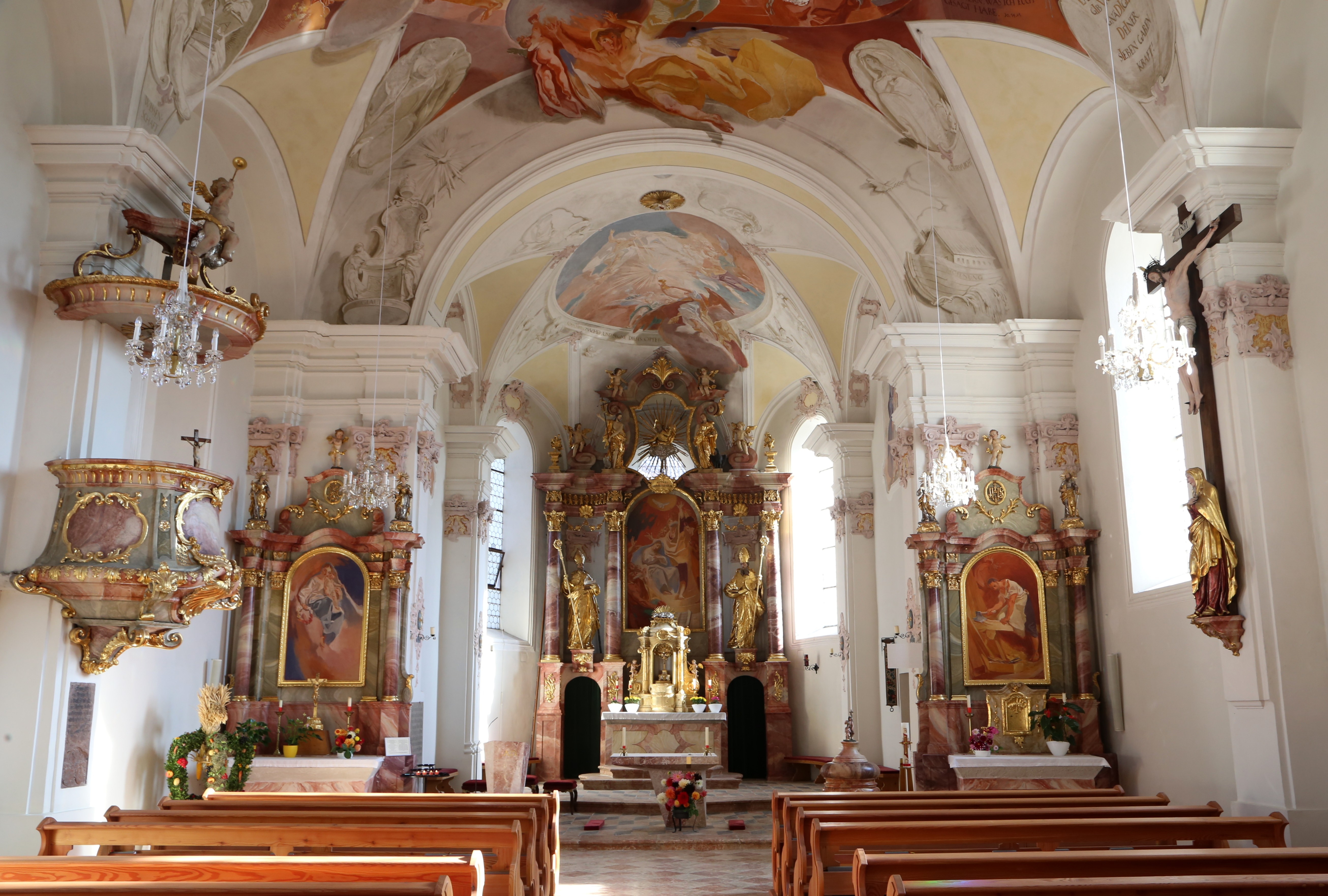
Innenraum, Blick zum Chor

Die Kirche ist ein barocker Saalbau. An das Langhaus schließt ein eingezogener, rund geschlossener Chor an. Die Fassade ist lisenengegliedert. Die Rundbogenfenster haben Faschen. Über Bandgesimsen sind querrechteckige Dachbodenfenster. An der Nordseite des Chores schließt der Kirchturm an. Der, im Kern mittelalterliche, Kirchturm ist dreigeschoßig gegliedert und hat rundbogige Schallfenster. Darüber ist ein Giebelspitzhelm. An der Westfassade ist eine Mittelnische und seitlich Rundbogenfenster. In der Nische ist eine Figur des „Guten Hirten“ aus dem 19. Jahrhundert. Das Westportal ist korbbogig und weist einen Volutenkeilstein auf. Es wurde 1747 geschaffen und 1878 erneuert. Die anderen Seitenportale sind ähnlich gebaut.
Kircheninneres
Das Langhaus ist vierjochig. Daran schließt ein einjochiger Chor an. Das Stichkappen-Tonnengewölbe ruht auf Wandpfeilern mit Pilastervorlagen verkröpften Gebälkstücken. Die Kapitelle sind stuckiert und an der Wand sind Apostelkreuze. Die Westempore ist zweigeschoßig und ruht auf toskanischen Rotmarmorsäulen.

## Ausstattung
Die Gewölbemalereien von 1964 stammen von Wolfram Köberl. Sie stellen das „Wirken des Heiligen Geistes im Alten und Neuen Bund“, die „Heilige Dreifaltigkeit und Eucharistie“ den heiligen Martin und die Heilige Familie dar. Die Altarbilder malte Wolfram Köberl im Jahr 1966. Das Hochaltarbild zeigt das Pfingstfest, das des linken Seitenaltars die heilige Maria und das rechte den heiligen Josef. Der Hochaltar ist ein barocker Altaraufbau. Die Figuren stammen wahrscheinlich aus der Hand von Josef Anton Pfaffinger aus dem Jahr 1747. Die Kanzel wurde laut Urkunde 1751 von Michael Fischer gebaut. Die Schnitzgruppe „Kruzifix und Schmerzhafte Muttergottes“ stammt aus dem dritten Viertel des 18. Jahrhunderts. „Christus an der Martersäule“ entstand im 18. Jahrhundert. Der Taufstein stammt aus der Mitte des 18. Jahrhunderts. Rund um die Kirche gibt es Wappengrabsteine aus den Jahren 1506, 1637 und 1747. Das Heilige Grab stammt vom Anfang des 19. Jahrhunderts. Der Grabwächter ist mechanisch.

## Orgel
Die Orgel aus dem Jahr 1898 stammt von Franz Weber und wurde in späterer Zeit verändert.